# Fundação Conrado Wessel
Fundação Conrado Wessel (FCW) é uma instituição fundada em 20 de maio de 1994 com sede na cidade de São Paulo após constar em testamento por Ubaldo Conrado Augusto Wessel. 
Seu objetivo está em auxiliar com doações anuais entidades diversas, como centros de apoio, creches e fundações, além de fomentar a arte, a ciência e a cultura ao entregar anualmente o Prêmio Conrado Wessel para pessoas em destaque nas áreas citadas, reconhecendo suas obras.